# Kóšinecu

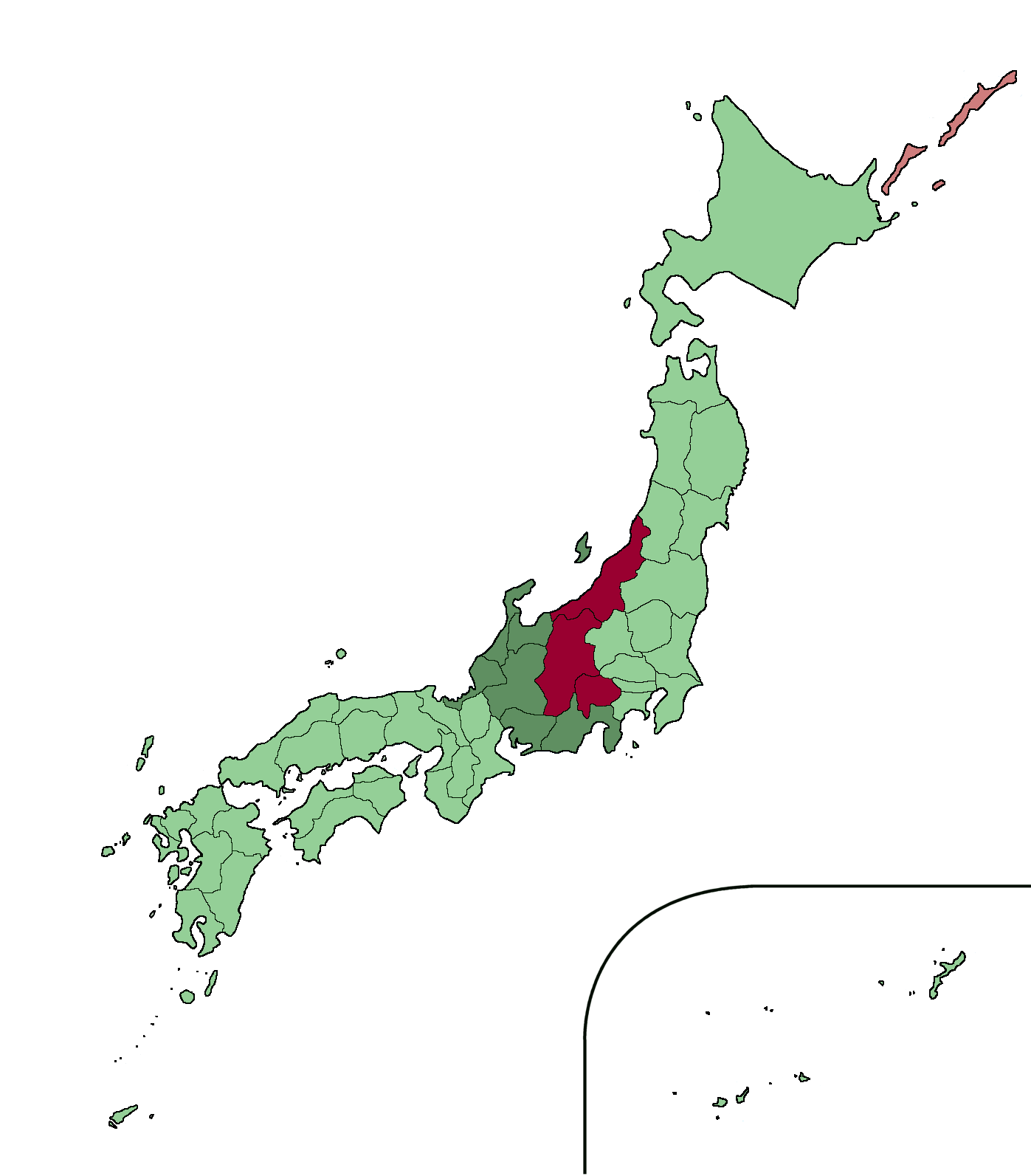
Poloha oblasti v Japonsku

Kóšin'ecu (jap. 甲信越) je oblast v japonském regionu Čúbu, který sestává z prefektur Jamanaši, Nagano a Niigata.